# Манжола Володимир Андрійович
Манжола Володимир Андрійович — український політолог, доктор історичних наук, завідувач кафедри міжнародних відносин та зовнішньої політики (у 1994—1998 рр. і 2001—2021 рр.) Інституту міжнародних відносин КНУ ім. Т. Шевченка, професор.

## Біографія
У 1977-му р. закінчив факультет міжнародних відносин і міжнародного права Київського державного університету ім. Т. Шевченка (нині — КНУ ім. Т. Шевченка).
1983 р. захистив кандидатську, а в 1993 р. — докторську дисертації.
1977—1980 рр. працював перекладачем у Гвінеї та Алжирі.
Після завершення аспірантури з 1984 р. — асистент, з 1987 р. — доцент, у 1994—1998 рр. і 2001—2021 рр. — завідувач кафедри міжнародних відносин та зовнішньої політики.
1998—2001 рр. — радник Посольства України у Французькій Республіці.
Проходив стажування та читав лекції у вищих навчальних та наукових закладах Франції (університети Сорбона, Париж-2/«Пантеон-Асса»; Інститут політичних наук, Французький інститут міжнародних відносин), Бельгії (Вільний університет м. Брюссель), Великої Британії (Королівський інститут міжнародних відносин/«Четам-Хаус», Лондонська школа економіки), США (Гарвардський університет), Болгарії (Південно-Західний університет ім. Неофіта Рильського, м. Благоєвград), Росії (Московський державний інститут міжнародних відносин (Університет) / «МГИМО», Інститут Європи РАН, ІМЕМВ РАН).
Займані посади
Член Наукової Ради МЗС України. Голова Спеціалізованої вченої ради.

## Напрями досліджень
Фахівець із сучасних міжнародних відносин, геополітики, міжнародної та європейської безпеки, зовнішньої політики України та Франції.

## Публікації
Автор понад 130 наукових публікацій із зазначеної тематики. Зокрема:
1. Манжола В. Европейская политика и Украина / МЕЖДУНАРОДНАЯ НАУЧНАЯ КОНФЕРЕНЦИЯ «ТРАНСГРАНИЧНОЕ СОТРУДНИЧЕСТВО В УСЛОВИЯХ РАСШИРЕННОГО ЕС: УРОКИ, ВОЗМОЖНОСТИ, ПЕРСПЕКТИВЫ» г. Львов, Украина, 11–12 июня 2005 г.
2. Манжола В. А. та ін. Міжнародні відносини та зовнішня політика (1945-70-ті роки): Підручник/ В. А. Манжола, М. М. Білоусов, Л. Ф. Гайдуков.- К.: Либідь, 2003
3. Манжола В. А., Копійка В. В. Європейський Союз у міжнародних відносинах: Конспект лекцій. — К., 1999
4. Манжола В. А. Україна і Франція: нариси багатовікової історії відносин (у співавторстві) — Львів, 2001
5. Манжола В. А. Ukraine and European Security. (у співавторстві) — London: Macmillan Press, 1999